# 艾哈邁德·阿里·切利克滕
艾哈邁德·阿里·切利克滕（本名伊茲密爾的阿里歐盧·艾哈邁德；1883年–1969年），又稱伊茲密爾的艾哈邁德·阿里（英語：Ahmet Ali from Izmir），土耳其飛行員，出生於鄂圖曼帝國時期，他被認為是歷史上第一位黑人飛行員。他是第一批成为战斗机飞行员的黑人男性之一，並在1914年得到他的「翅膀」。他是第一次世界大戰中史上第一位（他在1914年2月20日获得了國際航空聯盟颁发的飛行执照），也是為數不多的黑人飛行員之一（其他包括在法國服役的非裔美國人尤金·布拉德、來自牙買加殖民地並在英國服役的威廉·羅賓遜·克拉克、來自馬丁尼克並在法國服役的皮埃爾·雷雍及來自厄利垂亞並在義大利服役的多梅尼科·蒙德利）。艾哈邁德的外祖母出生在博爾努帝國（今奈及利亞），並經由鄂圖曼奴隸貿易來到了現今的土耳其。

## 圖片集

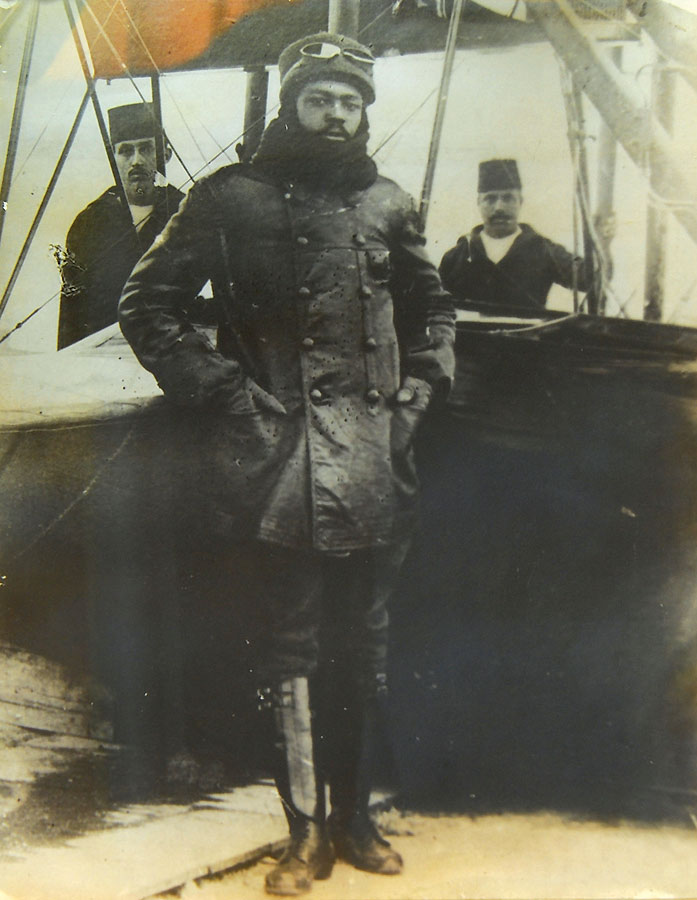
身穿飛行員制服的艾哈邁德·阿里及站在後面的，戴著土耳其毯帽的軍官。
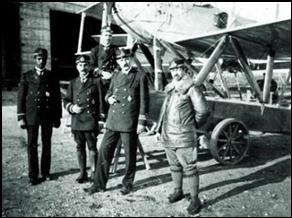
阿亚-斯特凡诺斯（英语：Yeşilköy）海軍飛行學院之鄂圖曼海軍飛行員；從左到右分別為：飛行員艾哈邁德·阿里、薩米、伊赫桑及偵查員侯賽因·卡米爾。
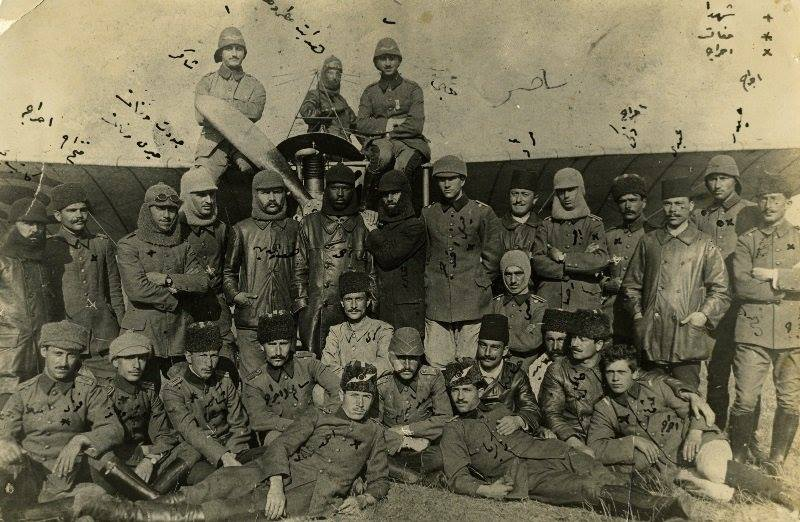
1914/15年，數名飛行員站在布萊里奧XI-2（英语：Blériot XI）單翼機旁邊。其中艾哈邁德·阿里就站在螺旋槳旁邊。

## 來源
1. 1 2  "Türk Deniz Havacılık Tarihi" 的存檔，存档日期5 August 2010. in the official website of the Naval Air Base Command of the Turkish Naval Forces. （土耳其語）
2. ↑  Ajun Kurter, Türk Hava Kuvvetleri Tarihi, Cilt 5, Hava Kuvvetleri Komutanlığı, 2009, p. 299. （土耳其語）
3. ↑  Dünyanın ilk siyahi pilotu: ARAP AHMET -4 "Pilotlarla Dolu Bir Aile" 的存檔，存档日期12 March 2012., Posta, 20 March 2011. （土耳其語）
4. ↑  . www.proquest.com.   [2022-02-07]. （原始内容存档于2022-02-07） （英语）.
5. ↑  . aviationfile.com. 2020-12-03  [2022-02-07]. （原始内容存档于2023-04-08） （美国英语）.
6. ↑  Ndubuisi, Victor. . AnaedoOnline. 2021-04-05  [2022-02-07]. （原始内容存档于2023-04-15） （美国英语）.
7. ↑  . 2015-12-06  [2022-02-07]. （原始内容存档于2023-05-19） （美国英语）.
8. 1 2  . NTV History Magazine. No. 26. March 2011: 28.
9. ↑  Mark Johnson. . Pen and Sword. 2014: 42. ISBN 978-1-4738-3487-3.
10. ↑  Mauro Valeri, Il generale nero. Domenico Mondelli: bersagliere, aviatore e ardito, Ed. Odradek, Roma, 2015.
11. ↑  .   [2022-09-11]. （原始内容存档于2021-12-25）.
12. ↑  .   [2022-09-11]. （原始内容存档于2023-04-15）.
13. ↑  DÜNYANIN İLK SİYAH PİLOTU: ARAP AHMET 的存檔，存档日期11 March 2011., Havervitrin, 8 March 2011. （土耳其語）